# Ischnopteris mediosecta
Ischnopteris mediosecta är en fjärilsart som beskrevs av W. Warren 1909. Ischnopteris mediosecta ingår i släktet Ischnopteris och familjen mätare. Inga underarter finns listade i Catalogue of Life.